# قناة النيل الدولية
قناة النيل الدولية (بالإنجليزية: Nile TV International)‏ هي قناة تلفزيونية مصرية عامة. وهي ثاني شبكة إخبارية فضائية مصرية، وأول قناة فضائية عربية تبث برامجها باللغات الأجنبية: الإنجليزية والفرنسية، سابقًا.
تبث قناة النيل الدولية على أربعة أقمار صناعية، مما يسمح لبثها بالوصول إلى العالم العربي كله والشرق الأوسط وأوروبا والولايات المتحدة. علاوة على ذلك، يتم بثها أيضًا كقناة أرضية على نطاق التردد فوق العالي.
في يوليو 2009، أصبحت قناة النيل الدولية بشكل رسمي جزءًا من مركز الأخبار التابع لاتحاد الإذاعة والتلفزيون المصري، برئاسة عبد اللطيف المناوي.

## البث بالعبرية
كانت هناك خدمة باللغة العبرية لمدة ساعتين يوميًا. يمكن مشاهدة البث خارج الحدود المصرية من الساعة 6:00 مساءً بتوقيت القاهرة إلى الساعة 8:00 مساءً بتوقيت القاهرة، وكان يهدف إلى توضيح الحقوق المشروعة للشعب الفلسطيني والدعوة للسلام المبني على العدل.

## الإدارة
الرئيس الحالي للقناة هو سامح رجائي، وكان رئيسًا لقناة النيل سابقًا. تولى المنصب في عام 2014. وذلك بعدما أنهت درية شرف الدين وزيرة الإعلام تكليف الرئيسة السابقة ميرفت محسن، بسبب عرض فيلم تسجيلي في شكل تقرير عن إنجازات الرئيس السابق محمد مرسي، من خلال برنامج «إيجيبت توداي»، حيث اعتُبر ما حدث كارثة، وخطأً جسيما.

### الرؤساء السابقون
- حسن حامد
- حلا حشيش
- ميرفت محسن
- نشوى الشلقاني
- ميرفت القفاص
- يوسف شريف رزق الله

### مذيعون سابقون
- شهيرة أمين
- يوسف جمال الدين

## البرامج
- Panorama News
- Mondays
- Front Line
- Open to Question
- Arab Affairs
- Business World
- Nile Cruise
- Cairo Watch
- Egypt Today

بدأت القناة في رمضان 2009 في برنامج حواري يومي مدته ساعتان يذاع من حديقة الأزهر بوسط البلد. بثت 30 حلقة وضمت العديد من الضيوف البارزين وتقارير شاملة.

## روابط خارجية
- الموقع الرسمي